# أندرو هودسون
أندرو هودسون (16 سبتمبر 1941 في نيوزيلندا - ) (بالإنجليزية: Andrew Hodgson)‏ هو لاعب كريكت جنوب أفريقي. لعب مع Dorset County Cricket Club ‏.

## وصلات خارجية
- أندرو هودسون على موقع إي آس بي آن كريك إنفو (الإنجليزية)